# Plaintes d'Acante
Les Plaintes d'Acante est un poème en strophes royales de Tristan L'Hermite, publié en 1633 dans le recueil du même nom et repris dans Les Amours en 1638. Avec L'Orphée, il s'agit de son plus long poème lyrique.

## Présentation

### Texte
Les Plaintes d'Acante est composé de soixante-treize septains que Philippe Martinon identifie comme des strophes royales — « choix bizarre » qu'il justifie ainsi : « On sait que Tristan se réfugia quelque temps en Angleterre, dans sa prime jeunesse, après avoir tué en duel un garde du corps. C'est là qu'il connut cette combinaison, qui y jouissait d'une vogue extraordinaire, sous le nom de rime royale de Chaucer. Ignorant certainement qu'elle fût d'origine française, il crut que ce qui plaisait aux Anglais plairait aux Français, et tenta de l'acclimater chez nous ». 
Tristan conjugue l'agencement des rimes abab bcc avec l'hétérométrie des vers : les rimes croisées (abab) forment un quatrain isométrique en alexandrins, le quatrain alternant alexandrins et octosyllabes est construit sur des rimes plates (bbcc).
Un jour que le Printemps riait entre les fleurs

Acante qui n'a rien que des soucis dans l'âme,

Pour fléchir ses destins faisait parler ses pleurs,

Humides témoins de sa flamme ;

Et se représentant les rigueurs de sa Dame,

Semblait un morceau du rocher

Sur lequel ses pensers le venaient d'attacher.

Apres que par ses yeux, son cœur se fut purgé

De l'humeur qui tenait ses puissances contraintes,

D'une parole basse, et d'un teint tout changé,

II ouvrit la bouche à ces plaintes

Par qui ses passions sont assez bien dépeintes

Car, ignorant qu'on l'écoutait,

II disait à peu près tout ce qu'il ressentait.

### Publication

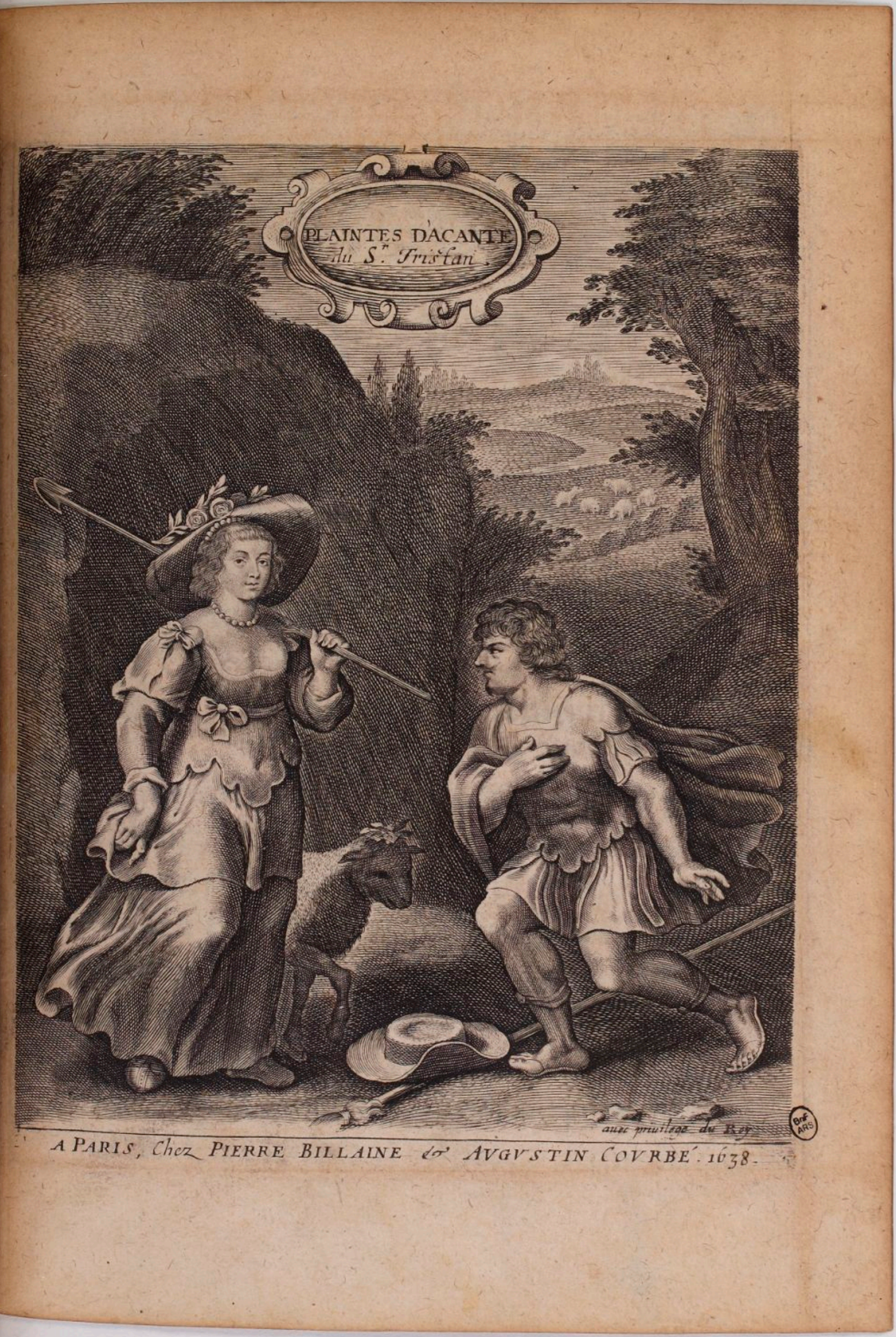
Frontispice dans l'édition des Amours (1638).

Les Plaintes d'Acante est publié en 1633 dans le recueil du même nom et repris dans Les Amours en 1638.

## Postérité

### Éditions nouvelles
Jacques Madeleine publie une nouvelle édition du recueil des Plaintes d'Acante en 1919, en tâchant de conserver « leur physionomie originale » : il s'agit de la première édition moderne depuis les anthologies de la fin du XVIIe siècle,. En 1925, Pierre Camo publie une réédition intégrale des Amours. En 1960, Amédée Carriat retient des fragments du poème dans son Choix de pages de toute l'œuvre en vers et en prose de Tristan. En 1962, Philip Wadsworth reprend également vingt strophes du début et de la fin du poème dans son choix de Poésies de Tristan pour Pierre Seghers.

### Œuvres complètes
- Jean-Pierre Chauveau et al., Tristan L'Hermite, Œuvres complètes (tome II) : Poésie I, Paris, Honoré Champion, coll. « Sources classiques » (no 41), 2002, 576 p. (ISBN 978-2-745-30606-7)

### Anthologies
- Pierre Camo (préface et notes), Les Amours et autres poésies choisies, Paris, Garnier Frères, 1925, XXVII-311 p.
- Amédée Carriat (présentation et annotations), Tristan L'Hermite : Choix de pages, Limoges, Éditions Rougerie, 1960, 264 p.
- Jacques Madeleine (introduction, notes et analyse), Les Plaintes d'Acante et autres œuvres, Paris, Édouard Cornély & Cie, 1909, XXXI-242 p. (lire en ligne)
- Philip Wadsworth (présentation et notes), Tristan L'Hermite : Poésies, Paris, Pierre Seghers, 1962, 150 p.

### Ouvrages cités
- Napoléon-Maurice Bernardin, Un précurseur de Racine : Tristan L'Hermite, sieur du Solier (1601-1655), sa famille, sa vie, ses œuvres, Paris, Alphonse Picard, 1895, XI-632 p.
- Amédée Carriat, Tristan, ou L'éloge d'un poète, Limoges, Éditions Rougerie, 1955, 146 p.
- Eugénie Droz, Le Manuscrit des Plaintes d'Acante de Tristan L'Hermite, Paris, Librairie Droz (chez l'auteur), 1937, 26 p.
- Philippe Martinon, Les Strophes : Étude historique et critique sur les formes de la poésie lyrique en France depuis la Renaissance, Paris, Honoré Champion, 1912, 615 p. (lire en ligne)